# Nadejda Udaltsova
Nadejda Andreeva Udaltsova  (em russo:  Наде́жда Андре́евна Удальцо́ва 1886 - 1961) foi uma artista de vanguarda russa cuja obra é transversal às estéticas cubista e suprematista.

## Biografia
Nadejda Udaltsova nasceu na cidade de Orel, na Rússia. Estudou arte em estúdios privados de Moscovo, tendo frequentado depois o estúdio de André Segonzac em Paris. Depois de regressar à Rússia, trabalhou no estúdio de Vladimir Tatlin. Entre 1910 e 1914 foi membro do grupo artístico Soyuz Molodyoji, em conjunto com David Burliuk, Vladimir Burliuk, Pavel Filonov, Kazimir Malevich e Ivan Kliun entre outros.
Em 1915 juntou-se ao movimento Supremus, dos seguidores de Kazimir Malevich e no ano seguinte trabalhou no Centro do Povo da Cidade de Verbovka em conjunto com outros artistas suprematistas (Kazimir Malevich, Aleksandra Ekster, Liubov Popova, Nina Genke, Olga Rozanova, Ivan Kliun, Ivan Puni, Ksenia Boguslavskaya entre outros).
Depois da Revolução de Outubro foi professora na Vkhutemas e no Instituto para a Cultura Artística (InKhuK). Demitir-se-ia do cargo do InKhuK em oposição aos planos para substituir a pintura de cavalete por arte industrial. Na década de 1920, por influência do seu marido, o notável pintor de vanguarda Aleksandr Drevin, Udalstova regressa à arte figurativa. Udaltsova e Drevin foram os membros fundadores do grupo artístico Treze.
Entre 1929 e 1932 viajaram para as montanhas Altai, tendo trabalhado até 1935 na Arménia. Em 1938 Alexander Drevin foi preso e executado pelo NKVD, e Udaltsova tornou-se persona non grata no mundo da arte soviética. Morreu em Moscovo em 1961. A cratera Udaltsova em Vénus é nomeada em sua homenagem. O seu filho foi o escultor Andrei Drevin (1921-1996).